# Pier Paolo Capponi
Pier Paolo Capponi (* 9. Juni 1938 in Subiaco; † 15. Februar 2018 in Torri in Sabina) war ein italienischer Schauspieler.

## Leben und Wirken
Capponi wurde von Regisseur Vittorio De Seta nach dem Besuch einer Schauspielschule entdeckt und in Un uomo a metà 1965 in prominenter Rolle besetzt. Bis zum Ende der 1970er Jahre spielte er in zahlreichen Kinofilmen, wobei er bedeutende Arbeiten von Paolo Taviani, Valerio Zurlini, Nelo Risi und anderen mit reiner Kommerzware, darunter zahlreiche Kriminalfilme oder eine seiner seltenen Hauptrollen in der Comicverfilmung Mister X, mixte. Dabei verwendete er manchmal das Pseudonym „Norman Clark“. Ab 1977 wandte er sich verstärkt der Fernseharbeit zu und spielte auf der Bühne, wo er u. a. unter Nello Rossati in August Strindbergs Gläubiger oder unter Antonello Agliotti in Anton Tschechows Der Kirschgarten gute Kritiken bekam. Zu Beginn der 1990er Jahre kam er, nach einem ambitionierten Projekt für das Schulfernsehen der RAI und nun in kleineren Rollen, wieder häufiger in den Besetzungslisten von Kinofilmen vor. 2003 zog er sich ins Privatleben zurück.

## Privates
In den 1970er Jahren lebte Capponi in einer Beziehung mit Schauspielkollegin Mara Venier, aus der Beziehung stammte sein Sohn Paolo. Später heiratete er Isabella Peretti und hatte mit ihr eine Tochter, Chiara.

## Filmografie (Auswahl)
- 1965: Das zehnte Opfer (La decima vittima)
- 1965: Un uomo a metà
- 1966: Jonny Madoc (Due once di piombo)
- 1966: Herzkönig (Le Roi de cœur)
- 1967: Mister X
- 1967: Die Subversiven (I sovversivi)
- 1968: Himmelfahrtskommando El Alamein (Commandos)
- 1968: Mord auf der Via Veneto (Roma come Chicago (Banditi a Roma))
- 1968: Schach der Mafia (Scacco alla mafia)
- 1968: Töten war ihr Job (Seduto alla sua destra)
- 1969: Note 7 – Die Jungen der Gewalt (I ragazzi del massacro)
- 1969: Die Nonne von Monza (La monaca di Monza)
- 1970: Bataillon der Verlorenen (Uomini contro)
- 1970: Frauen bis zum Wahnsinn gequält (Le foto proibite di una signora per bene)
- 1970: Das Gesetz des Schweigens (E venne il giorno dei limoni neri)
- 1971: Begegnung und Wende (Tre donne - 2: 1943: un incontro) (Fernsehfilm)
- 1971: Marschbefehl zur Hölle (Il sergente Klems)
- 1971: Die neunschwänzige Katze (Il gatto a nove code)
- 1972: Das Rätsel des silbernen Halbmonds (Sette orchidee macchiate di rosso)
- 1973: Die Nonne von Verona (Le monache di Sant'Arcangelo)
- 1973: Der Teufel führt Regie (Il boss)
- 1974: Apachen kennen keine Furcht (Abbasso tutti viva noi)
- 1977: Antonio Gramsci – Die Jahre im Kerker (Antonio Gramsci – I giorni del carcere)
- 1980: Semmelweis (Fernsehfilm)
- 1991: Im Namen des Vaters und des Sohns (Au Nom du père et du fils)
- 1991: Michelangelo – Genie und Leidenschaft (A Season of Giants)
- 1992: Allein gegen die Mafia 6 (La piovra 6 - L'ultimo segreto)
- 2003: Der Damm des Teufels (La diga) (Fernsehfilm)